# Gleichmäßigkeitsprüfung

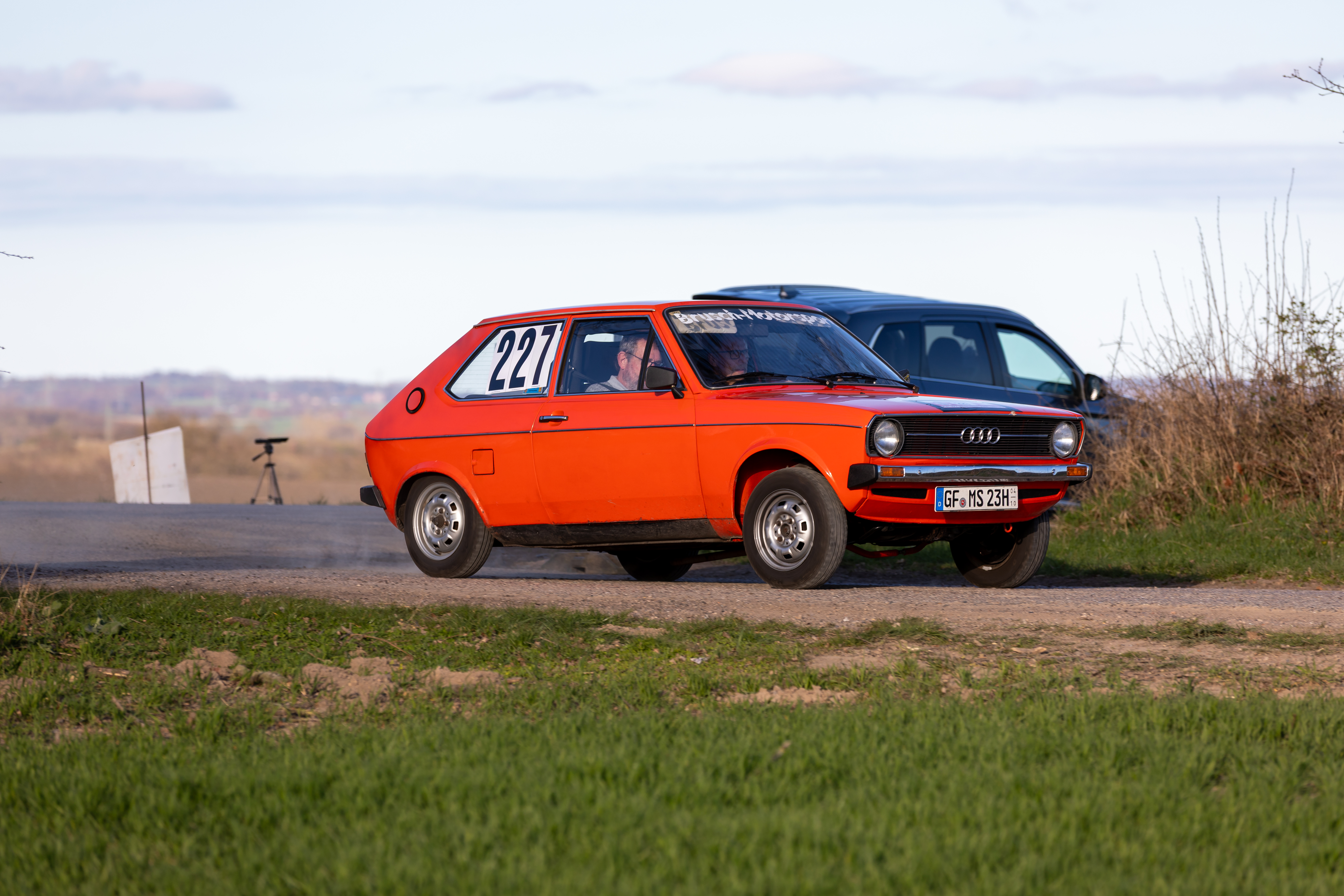
Audi 50 beschleunigt nach der Zeitnahme auf einer Gleichmäßigkeitsprüfung auf öffentlichen Straßen

Eine Gleichmäßigkeitsprüfung (GLP) (oder auch Gleichmäßigkeitslauf) ist ein Motorsportwettbewerb, bei dem ein Auto oder Motorrad nicht wie in Rennen möglichst schnell und daher gefährlich bzw. kostenintensiv bewegt wird, sondern gleichmäßig, d. h. innerhalb von Sollzeiten. Diese Veranstaltungs- bzw. Wettbewerbsart ist besonders für historische Fahrzeuge (Oldtimer, Youngtimer) geeignet, wird aber auch von Aktiven geschätzt, die sich mit ihrem normalen Straßenfahrzeug bei niedrigen Risiken und Kosten motorsportlich betätigen wollen.
Auch bei regulären Rallyes werden die Verbindungsetappen auf öffentlichen Straßen in einem vorgegebenen Sollzeitrahmen absolviert.

## Allgemein
Gleichmäßigkeitsprüfungen sind Wettbewerbe mit Automobilen, die auf einer permanent oder zeitweise eingerichteten, in sich geschlossenen Strecke mit festem Belag (Asphalt, Beton o. ä.) durchgeführt werden. Inhalt einer Gleichmäßigkeitsprüfung ist eine vorgegebene Strecke in einer entweder vom Veranstalter oder vom Teilnehmer selber vorgegebenen Sollzeit bzw. Durchschnittsgeschwindigkeit zu durchfahren. Dabei dürfen aktuelle Fahrzeuge eine maximale Durchschnittsgeschwindigkeit von 110 km/h und Fahrzeuge der Baujahre bis 1947 eine von maximal 80 km/h nicht überschreiten.
Eine Gleichmäßigkeitsrallye besteht aus mehreren Gleichmäßigkeitsprüfungen (GLP), die über Verbindungsstrecken im öffentlichen Straßenverkehr miteinander verbunden sind.
Gleichmäßigkeitsprüfungen können auch auf Bergstrecken gefahren werden. Hier liegen die korrespondierenden maximalen Durchschnittsgeschwindigkeiten bei 80 km/h für aktuelle Fahrzeuge und 50 km/h für Fahrzeuge der Baujahre bis 1947.
Die Zeitmessung wird auf permanenten Rennstrecken meist mit den dort installierten Lichtschranken bzw. Transpondersystemen durchgeführt. Auf öffentlichen Straßen kommt ein über die Fahrbahn gelegter Schlauch zum Einsatz, der die Zeitmessung per Luftdruck auslöst.
Insbesondere bei Oldtimer-Veranstaltungen wird meist eine Etappe, etwa in den Alpen, je nach Lust und Fähigkeit von Besatzung und Fahrzeug zügig absolviert, und dann vor einer bekannten Zeitmessstelle gewartet, bis kurz vor Verstreichen der Sollzeit der Schlauch überfahren wird, wobei der aus dem Seitenfenster gelehnte Beifahrer Anweisungen gibt. Manche Veranstalter führen jedoch auch versteckte Zeit- oder Geschwindigkeitsmessungen durch, um so die Einhaltung der vorgegebenen Durchschnittsgeschwindigkeit zu überprüfen, bzw. die Einhaltung von Geschwindigkeitsbeschränkungen.
Auf Rundstrecken wie dem Hockenheimring Baden-Württemberg dagegen muss die Ziellinie mit normaler Geschwindigkeit überfahren werden, abruptes Bremsen ist nicht zuletzt aus Sicherheitsgründen untersagt, ebenso wie das Anhalten.
Im Rahmen der RCN-GLP auf der 20,832 km langen Nordschleife besteht auf der langen Geraden „Döttinger Höhe“ die Möglichkeit in einer Wartezone anzuhalten. Diese Zone wird zwischen den Kilometern 17,97 und 19,45 (Posten 189–197) eingerichtet und mit weißen Flaggen markiert. Ab hier sind es dann noch ca. 1,4 Kilometer bis zur Ziellinie (Zeitmessung). So können die Kilometer bis zur Wartezone eigentlich nach Lust und Laune befahren werden, dann kann innerhalb der Wartezone angehalten werden. Nach Verlassen wird die Runde bis zur Ziellinie fortgesetzt. Die Anhaltezeit spielt keine Rolle, jedoch muss die Runde in einer vorgeschriebenen Zeit zwischen 11:15 min – dies entspricht den vorgeschriebenen 110 km/h – und 16:00 min absolviert werden. Ausgenommen hiervon ist die Einführungsrunde, hier hat man zwischen 11:15 min und 20:00 min Zeit, um diese zu absolvieren. Unterschreitung der minimalen Rundenzeit führt zur Nichtwertung der Veranstaltung. Man erhält also keine Punkte für die Tages- und Gesamtwertung. Eine Überschreitung der maximalen Rundenzeit führt zu Strafpunkten (Abweichung 1 sec = 10 Strafpunkte).

## Klassische Fahrzeuge

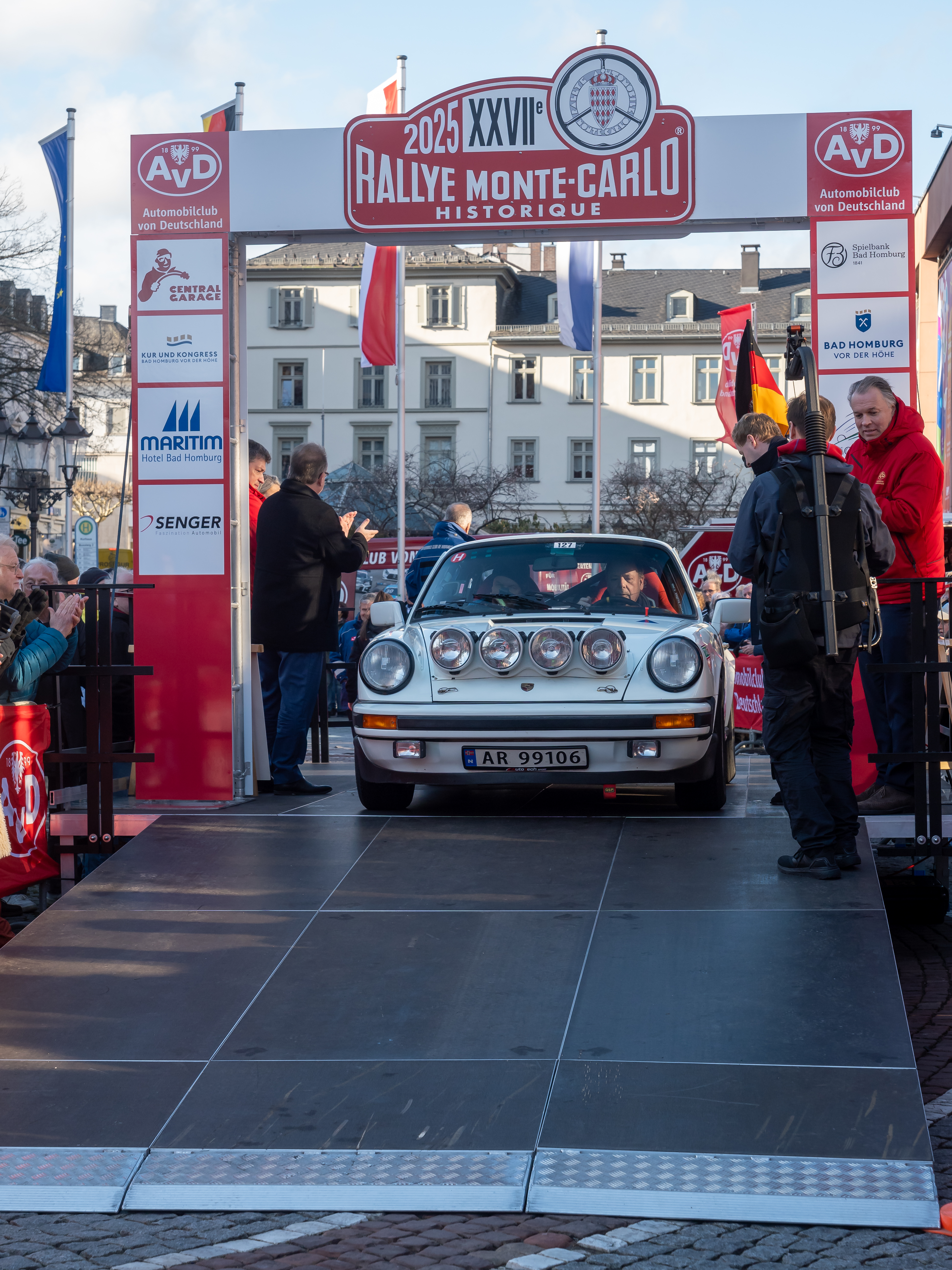
Start einer Gleichmäßigkeitsrally mit historischen Fahrzeugen

Heutzutage werden GLPen häufig bei Oldtimer-Veranstaltungen durchgeführt; ebenso sind historische „Rennen“ heutzutage meist keine Rennen mehr, sondern GLPen, da die alten Fahrzeuge nicht mehr in Rennen eingesetzt werden sollten. Die bekannteste Veranstaltung im Oldtimer-Motorsport, die Mille Miglia, ist seit Wiederaufnahme in den 1970er Jahren eine GLP.
Eine Besonderheit im historischen Gleichmäßigkeitssport bietet der Veteranen-Fahrzeug-Verband mit der Automobilserie GLP-pro. Hier darf weder mit Uhren, noch mit Beifahrer gestartet werden. Der Teilnehmer muss alleine mit dem Drehzahlmesser, Tachometer, Beschleunigungs- und Bremspunkten seine Prüfung ablegen. Die Fahrzeuge werden zügig bewegt und warten nicht vor dem Ziel auf die Uhr.

## Auf Rundstrecken
Für normale straßenzugelassene Fahrzeuge werden u. a. auf der Nürburgring Nordschleife und auf dem Hockenheimring Gleichmäßigkeitsprüfungen angeboten, bei denen außer dem Tragen eines Helmes und körperbedeckende Kleidung keine weiteren Anforderungen gestellt werden. Teils ist jedoch ein Beifahrer erforderlich. Seit 2015 ist gemäß Ausschreibungsunterlagen bei der GLP auf der Nordschleife das Mitführen eines Feuerlöschers im Auto Pflicht. Dieser muss im Fahrgastraum so befestigt sein, dass er ohne Probleme erreichbar ist.
Auf der Nordschleife absolvieren die besten unter den teils über 100 Teilnehmerteams die sechs gezeiteten Bestätigungsrunden (von 12 insgesamt) mit einer Gesamtabweichung von weit unter einer Sekunde, d. h. überfahren die Ziellinie jeweils mit weniger als einer Zehntelsekunde Abweichung von der selbst gesetzten Zeit, die innerhalb einer Durchschnittsgeschwindigkeit von 91,45 bis ca. 111 km/h liegen muss (errechnet aus Minimalzeit von 11:15 Min und Maximalzeit von 16 Min für eine 20,832 km lange Runde). Der derzeitige Rekord wurde durch Stefan Kunze (Fahrer) und Christian Vidal (Beifahrer) auf BMW E30 M3 während des vierten Laufs der GLP 2015 am 11. Juli 2015 mit insgesamt 0,9 Strafpunkten aufgestellt.
Im Jahre 2002 nahm z. B. der Schauspieler Robert Carradine teil, um vor dem 24-h-Rennen Streckenkenntnis zu vertiefen.

## Verbrauchsvergleichsfahrt
Als Variante von Gleichmäßigkeitsprüfungen finden gelegentlich Verbrauchsvergleichsfahrten statt. So wurden auf Rundstrecken beispielsweise jene Teilnehmer als Sieger ermittelt, die mit ihren Kraftfahrzeugen mit einem einzigen Liter Benzin die weiteste Strecke innerhalb einer großzügig vorgegebenen Zeitspanne zurücklegten.
Auch auf öffentlichen Straßen erfreuen sich Verbrauchsvergleichsfahrten wachsender Beliebtheit. So findet seit 2018 alljährlich der sogenannte E-Cannonball statt. Bei diesem Wettbewerb wird kein einziger Tropfen Kraftstoff verbraucht. Obwohl eine Distanz überwunden werden muss, die sich über die Reichweite der handelsüblich erhältlichen Elektroautos hinaus erstreckt, gelang es bislang allen Teilnehmern, innerhalb eines Tages über die Ziellinie zu kommen. Die Teilnehmer solcher Vergleichsfahrten müssen also zwischendurch bei öffentlich zugänglichen Ladestationen ihre Antriebsbatterie wieder aufladen. Weil mehrere Dutzend weitere Teilnehmer zur selben Zeit unterwegs sind (und auch nicht am Wettbewerb teilnehmende Autofahrer die Lade-Infrastruktur nutzen), ist ungewiss, ob bei den Zwischenstopps stets ein freier funktionstüchtiger Ladepunkt mit akzeptabler Ladeleistung verfügbar sein wird.